# Camelia la Texana
Camelia la texana est une telenovela américaine-mexicaine en soixante épisodes de 42 minutes produite par Campanario Entertainment, Argos Comunicación et Telemundo Studios, Miami, et diffusée entre le 25 février et le 22 mai 2014 sur Telemundo.

## Synopsis
L'histoire d'une jeune femme naïve et belle qui tente d'échapper à son destin. L'histoire commence dans les années 1970 quand la jeune Camelia Pineda et sa mère fuient un des capos les plus dangereux du Mexique, Don Antonio. La beauté de Camelia attire beaucoup d'attention, la jalousie des autres femmes et l'engouement de la part de beaucoup d'hommes, qui deviennent impuissants à ses pieds. Sa mère essaie de la protéger contre le sort qui la poursuit, mais comme elle part en recherche d’aventure, Camelia rencontre l'homme qui sera l'amour de sa vie : Emilio Varela. Emilio, fin séducteur, promet à Camelia la lune et les étoiles, mais il lui brise son cœur.

## Distribution

### Acteurs principaux
- Sara Maldonado : Camelia Pineda
- Erik Hayser : Emilio Varela
- Andrés Palacios : Facundo García
- Dagoberto Gama (es) : Don Antonio Treviño

### Acteurs récurrents
- Luis Ernesto Franco (es) : El Alacrán
- Arcelia Ramírez : Ignacia « La Nacha »
- Eréndira Ibarra : Allison de Varela
- Claudette Maillé : Rosaura Pineda
- Rodrigo Oviedo (es) : Dionisio Osuna
- Julio Alberto Casado : Benigno Treviño
- Tamara Mazarraza : Lu Treviño
- Estefanía Villarreal (es) : Mireya Osuna
- Peter Theis : Carson
- Víctor Alfredo Jímenez : Xiang Treviño
- Iñaqui Gocci : Jacinto Garabito
- Ana Paula de León : Alma Treviño
- Néstor Rodulfo (es) : Octavio
- Claudia Lizaldi (es) : Daniela Gonzaga
- Salvador Benavides : Steven
- Joaquín Garrido (es) : Arnulfo Navarro